# September 2004
| September 2004 |
| Månader under 2004: Januari · Februari · Mars · April · Maj · Juni · Juli · Augusti · September · Oktober · November · December ← December 2003 · Januari 2005 → |

## Torsdagenden2 september2004
- 30 000 oersättliga skrifter förstörda efter brand på Anna Amalia-biblioteket i Weimar.

## Fredagenden3 september2004
- Svenska biopremiärer: Fröken Sverige och Shrek 2

## Onsdagenden8 september2004
- Rymdsonden Genesis kraschlandar sedan dess fallskärmar inte vecklats ut.
- Ulf Schenkmanis har avlidit.

## Fredagenden10 september2004
- Stor järnvägsolycka utanför Nosaby kyrka i Kristianstads kommun sedan ett kustpilentåg kolliderade med en lastbil. Två personer dog och 40 skadades.
- Marita Ulvskog efterträder Lars Stjernkvist som Socialdemokraternas partisekreterare.
- På årsdagen av mordet på Anna Lindh uppförs en minnessten på Medborgarplatsen, Stockholm.
- Biopremiärer: En galen dag i New York, The Football Factory och Livet är ett mirakel.

## Söndagenden12 september2004
- 1700-talsgården Nils Holgerssongården i Skurups kommun har brunnit ner. Intilliggande Västra Vemmenhögs kyrka skadades också.[1]

## 21 september2004
- Ett jordskalv i Kaliningrad (med styrka 5,2 på Richterskalan) drabbar syd-Sverige

## 22 september2004
- Mijailo Mijailovic avsäger sig sitt svenska medborgarskap.

## 23 september2004
- Två fångar rymde från Mariefredsanstalten genom att ta en vårdare som gisslan. Rikslarm utfärdades.

## 24 september2004
- Kriminalvårdsstyrelsen generaldirektör Lena Häll Eriksson avgår med anledning av rymningarna dagen innan.

## 25 september2004
- Den gisslan som togs vid rymningen från Mariefredsanstalten har hittats oskadd.

## Måndagen27 september2004
- Kunskapskanalen startar.[2]
- De två rymlingarna från Mariefredsanstalten har gripts i Degerfors

## Onsdagen29 september2004
- Christer Pettersson, tidigare misstänkt för Palmemordet har avlidit efter en hjärnblödning. Han blev 57 år gammal. [3]

### Fotnoter
1. ↑  ”Anrik Skånegård förstörd vid brand”. Dagens nyheter. 12 september 2004. http://www.dn.se/nyheter/sverige/anrik-skanegard-forstord-vid-brand/. Läst 11 september 2016.
2. ↑  ”Frågor och svar om digital-TV”. Dagens nyheter. 22 december 2004. http://www.dn.se/kultur-noje/fragor-och-svar-om-digital-tv/. Läst 11 september 2016.
3. ↑  SvD